# What's THIS for...!
Albums de Killing Joke
Killing Joke « HA »
What's THIS for....! est le second album studio du groupe Killing Joke. Il sort en 1981.

## Liste des morceaux
1. The Fall of Because - 5:11
2. Tension - 4:31
3. Unspeakable - 5:18
4. Butcher - 6:09
5. Follow the Leaders - 5:32
6. Madness - 7:41
7. Who Told You How? - 3:37
8. Exit - 3:40

The Fall of Because a donné son nom à un groupe formé en 1982 et qui deviendra plus tard Godflesh.